# Литература Люксембурга
Литература Люксембурга — литературные произведения, написанные в Люксембурге и/или люксембургскими авторами. Как часть национальной культуры литература Люксембурга начала развиваться только в XIX веке, благодаря обретению страной независимости в результате Парижского мирного договора в 1815 году, а затем Лондонского договора 1867 года.
Основные языки люксембургской литературы — французский, немецкий и люксембургский.

## Мариентальский кодекс

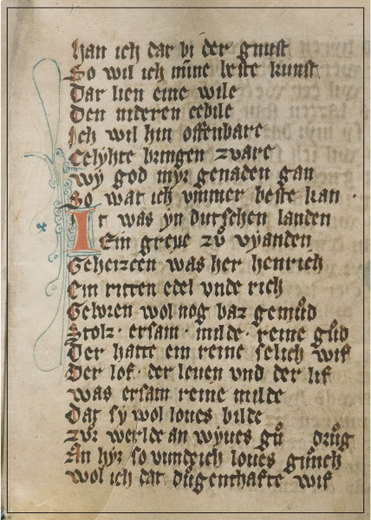
Мариентальский кодекс

Один из немногих памятников средневековой люксембургской литературы — так называемый Мариентальский кодекс (лат. Codex Mariendalensis), являющийся биографией Йоланды из Виандена (1231—1283), прославленной люксембургской монахини. Этот манускрипт был найден в ноябре 1999 года в Анзембурге и считается работой отца Германна Велденцского, написавшего книгу о жизни Йоланды после смерти последней в 1283 году.
Манускрипт состоит из 5963 стихотворных строк и написан на одном из мозельско-франкских диалектов, очень схожем с современным люксембургским. Он посвящён истории графини Йоланды, покинувшей роскошный замок Вианден, чтобы уйти в монастырь, и позже ставшей настоятельницей.

## XIX век
Несмотря на то, что официальными языками Люксембурга долго были только французский и немецкий, именно произведения на люксембургском языке способствовали развитию литературы Люксембурга в XIX веке.
В 1829 году была впервые опубликована книга на люксембургском: «Один шаг вверх на люксембургском Парнасе» (люкс. E’ Schrek op de’ Lezeburger Parnassus) Антуана Мейера. В неё входили шесть поэм: две сентиментальных — «Без Кристины» (люкс. Uen d’Christine) и «Ночь» (люкс. D’Nuecht), социально-бытовая «Один момент на люксембургском постоялом дворе» (люкс. Een Abléck an engem Wiertshaus zu Lëtzebuerg) и три басни — «Фарфоровый осколок и глиняный горшок» (люкс. D’porzelains an d'ierde Schierbel), «Булавка и иголка» (люкс. D’Spéngel an d’Nol) и «Муха и конская колода» (люкс. D’Flou an de Pierdskrécher). Мейер был одним из немногих баснописцев, предпочитавших делать героями басен не животных, а неодушевлённые предметы.
Мейер позже написал ещё несколько книг на люксембургском. Но его основной профессией было преподавание математики в Льежском университете.

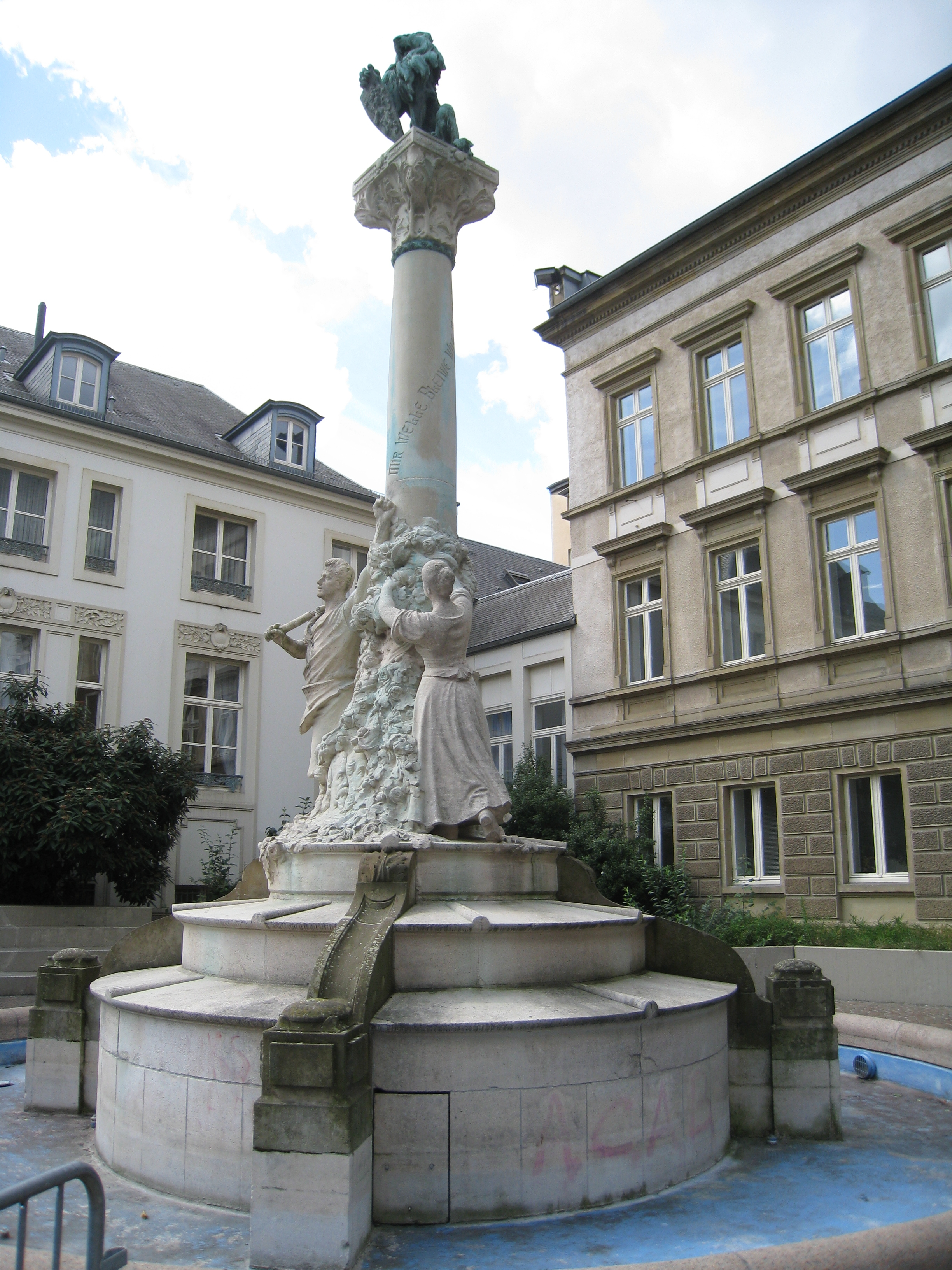
Памятник Диксу и Ленцу на площади в Люксембурге.

К следующему поколению писателей относятся три автора, считающиеся в наши дни классиками люксембургской литературы. Эдмон де ла Фонтен (1823—1891), более известный под псевдонимом Дикс, прославился в основном как драматург. Его пьесы — комедии De Scholtschäin (1855) и D’Mumm Sèiss (1855), оперетты D’Kirmesgäscht (1856) и De Ramplassang (1863) — были первыми драматическими произведениями, написанными и исполненными на люксембургском языке. Он также писал прозу и стихи о Люксембурге и люксембуржцах. Его современник, поэт Мишель Ленц (1820—1893), знаменит тем, что написал «Наше Отечество» (люкс. Ons Hémécht), гимн Люксембурга, послуживший стимулом для распространения люксембургского языка. Из авторов эпоса того времени наиболее известен Мишель Роданж (1827—1876), написавший самое знаменитое люксембургское прозаическое произведение — Renert odder de Fuuss am Frack an a Maansgréisst, сатирический роман, основанный на французских и немецких сказках о Ренаре-лисе.
На немецком в тот период в Люксембурге писали мало, но Феликс Ти (1830—1855) стал автором первого люксембургского романа на французском «Марк Брюно: портрет художника» (фр. Marc Bruno: profil d’artiste), изданного вскоре после смерти Ти в 1855 году.

## Первая половина XX века
Батти (Жан-Батист) Вебер (1860—1940) был журналистом, драматургом, писателем и поэтом. Его работы в значительной степени повлияли на развитие культуры Люксембурга.. Одним из его самых известных произведений был «Отрывной календарь» (люкс. Abreisskalender), серия статей о культурном наследии страны.

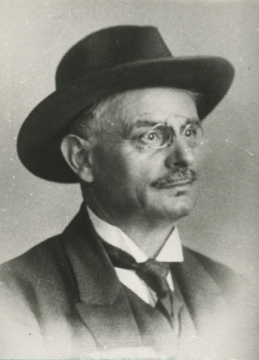
Николаус Велтер, люксембургский писатель, писавший на немецком

Другой известный люксембургский писатель первой половины XX века — Николаус, или Ник, Велтер (1871—1951). Он писал стихи и драму на немецком языке. Также он считается первым люксембургским учёным, занимавшимся историей литературы.

## Вторая половина XX—начало XXI века
Аниза Кольц (1928—2023) начала свою литературную карьеру в 1950-e гг. с написания сказок на немецком и люксембургском. Но в 1970-х годах, после смерти мужа, который побывал в плену во время Второй мировой войны, она стала писать исключительно по-французски и перешла с прозы на лирику. Её книги широко издаются и переводятся на иностранные языки. В 1998 году Кольц получила французскую Премию Гийома Аполлинера. Она считается наиболее значительной фигурой в современной люксембургской литературе.
Жан Портант (р. 1950) — франкоговорящий поэт, известный не только в Люксембурге, но и в других франкоязычных странах. Хотя он больше всего известен своими лирическими произведениями, он также пишет рассказы, пьесы и романы. Кроме того, он перевёл на французский некоторые работы Гонсало Рохаса и Хуана Хельмана.
Жан Криер (1949—2013) — знаменитый поэт, пишущий произведения по-немецки. Был награждён несколькими люксембургскими и немецкими премиями.